# Les Nouvelles Aventures de la famille Brady
Pour plus de détails, voir Fiche technique et Distribution.
Les Nouvelles Aventures de la famille Brady (A Very Brady Sequel) est une comédie américaine réalisée par Arlene Sanford et sorti en 1996.